# Zamach na Roberta Ficę

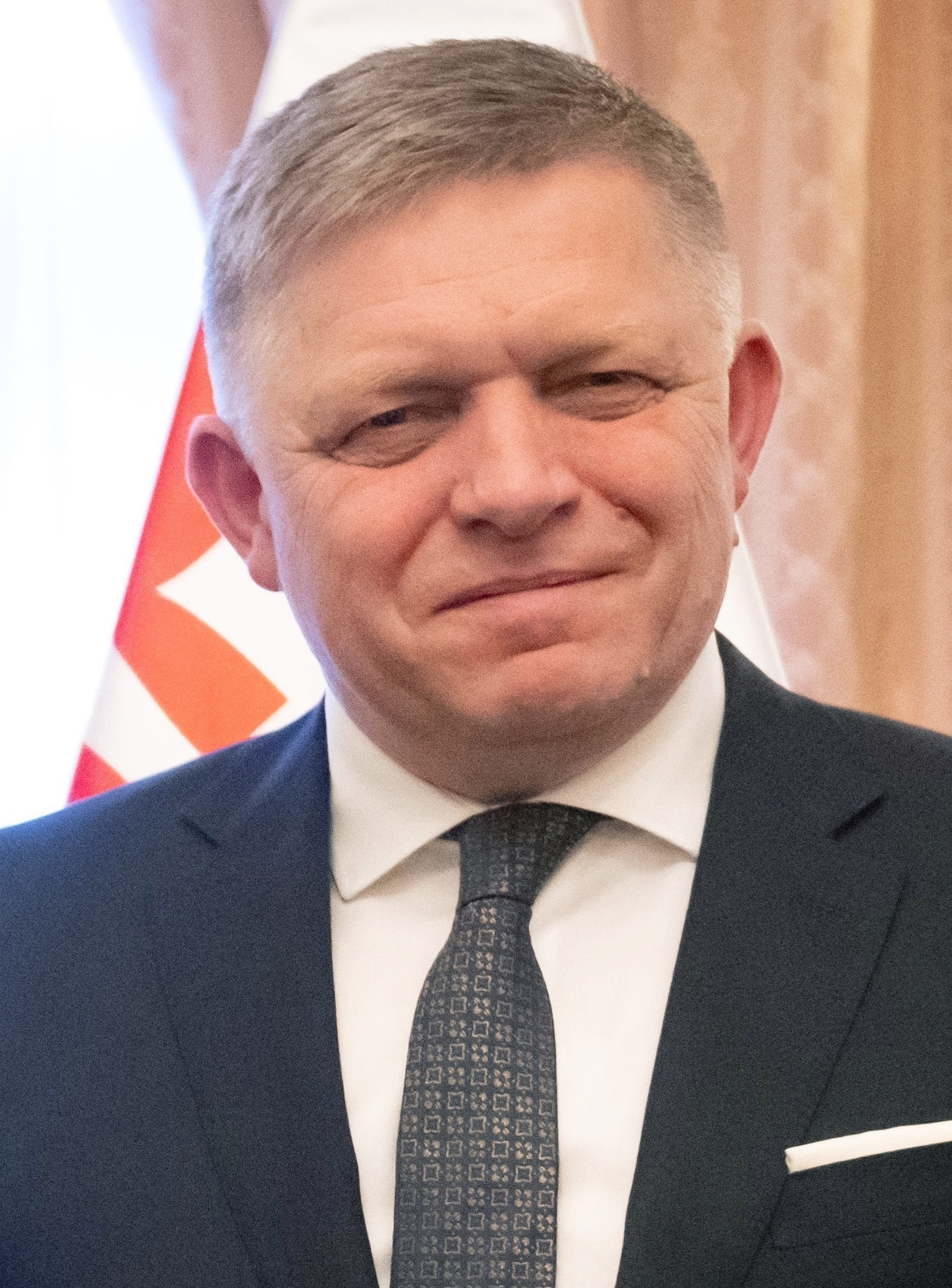
Robert Fico w 2024 roku

Zamach na Roberta Ficę – zamach, do którego doszło 15 maja 2024 roku w miejscowości Handlová, w którym postrzelono premiera Słowacji Roberta Ficę.
Był to pierwszy przypadek zamachu na urzędującego premiera w Europie od czasu zamordowania premiera Serbii Zorana Đinđića w marcu 2003 roku.

## Przebieg
Do zdarzenia doszło przed domem kultury w mieście Handlová po zakończeniu odbywającego się tam wyjazdowego posiedzenia słowackiego rządu. Gdy Robert Fico opuścił dom kultury, poszedł przywitać się ze stojącą przy ulicy naprzeciwko budynku niewielką grupą ludzi. Niedługo później, o godzinie 14:40 jeden ze znajdujących się w grupie mężczyzn miał krzyknąć do słowackiego premiera „Robo, poď sem” (pol. „Robo, chodź tu”) po czym oddał w jego kierunku kilka strzałów z pistoletu CZ 75 z bliskiej odległości. Całe zdarzenie zostało utrwalone na materiale filmowym, zamieszczonym później w mediach społecznościowych – słychać na nim pięć strzałów, z których cztery okazały się być celne: trafiły słowackiego premiera w okolicę jamy brzusznej i w rękę. Po zdarzeniu funkcjonariusze służby ochrony zanieśli rannego Ficę do jego limuzyny, po czym polityk został zawieziony do szpitala w Handlovej, skąd następnie przetransportowano go śmigłowcem do szpitala uniwersyteckiego w Bańskiej Bystrzycy, gdzie jego stan zdrowia oceniono jako „zagrażający życiu”. Domniemany sprawca niemal natychmiast po zamachu został obezwładniony przez funkcjonariuszy ochrony i zatrzymany przez policję.
Po przywiezieniu do szpitala w Bańskiej Bystrzycy Fico został poddany pięciogodzinnej operacji, a później wprowadzony w stan śpiączki farmakologicznej. Nazajutrz, 16 maja, podczas konferencji prasowej z udziałem przedstawicieli rządu i lekarzy ze szpitala, do którego przywieziono Roberta Ficę podano, że stan zdrowia premiera jest „stabilny, ale bardzo poważny”. Po południu tego dnia Fico był świadomy i odbył kilkuminutową rozmowę z odwiedzającym go prezydentem elektem Słowacji Peterem Pellegrinim. 17 maja Ficę poddano kolejnej, dwugodzinnej operacji mającej na celu poprawienie procesu gojenia ran. 19 maja lekarze osobiści premiera potwierdzili, że sytuacja zaczęła się poprawiać, a premierowi nie grozi już niebezpieczeństwo.

## Sprawca
Według ustaleń dziennika „Plus jeden deň”, sprawcą jest Juraj Cintula (ur. 1953) – pisarz i poeta, mieszkający w mieście Levice, legalnie posiadający broń palną ze względu na pracę ochroniarza w centrum handlowym. Cintula po zatrzymaniu po dokonaniu zamachu powiedział na nagraniu filmowym, które wyciekło później do internetu, że dokonał ataku, ponieważ „nie zgadzał się z polityką rządu premiera Ficy”. Zgodnie z wypowiedzią ministra spraw wewnętrznych Słowacji Matúša Šutaja Eštoka wygłoszoną krótko po zamachu, napastnik zaczął planować zamach niedługo po słowackich wyborach prezydenckich, przeprowadzonych na przełomie marca i kwietnia 2024 roku.
Sprawca napisał trzy tomiki poezji i dwie powieści. W 2005 roku założył wraz z kilkoma innymi osobami Klub Literacki DÚHA (w latach 2008–2016 był jego prezesem), z kolei od 2015 roku był również członkiem Stowarzyszenia Pisarzy Słowackich. Angażował się także w aktywizm w różnych stowarzyszeniach o charakterze liberalno-lewicowym, opozycyjnym wobec rządu Roberta Ficy, ale nie był członkiem żadnej partii politycznej. W 2016 roku przez pewien czas był również zaangażowany w działalność paramilitarnej organizacji Slovenskí Branci, opisywanej jako pro-rosyjska i kierowanej przez człowieka wyszkolonego przez żołnierzy Specnazu, lecz później z niej odszedł. W tym samym roku zamierzał także powołać do życia politycznie ukierunkowany ruch przeciwko przemocy i w tym celu uruchomił internetową petycję, na temat której napisał, że „zadaniem jest zebrać 10 000 podpisów tych, co są przeciwko przemocy wszelkiego rodzaju, od stanu wojennego do fizycznej czy psychicznej przemocy domowej”. Według jego syna, który udzielił wywiadu słowackiemu portalowi internetowemu, Cintula nie popierał rządu premiera Ficy, ale równocześnie nie przejawiał też żadnych oznak agresji czy radykalizacji. W internetowym wpisie w 2022 roku Cintula potępił rozpoczętą wówczas przez Rosję inwazję na Ukrainę, twierdząc, że między stronami konfliktu nie ma „słowiańskiego braterstwa” (jego istnienie podkreślały ówcześnie władze Rosji), a tylko relacja agresor–atakowany.
Dwie godziny po ataku, profil na Facebooku oraz jego historia wszelkich konwersacji zostały usunięte, aczkolwiek tej akcji nie podjął się sam Cintula, czy jego żona. 16 maja 2024 roku Jurajowi Cintuli postawiono zarzut usiłowania zabójstwa z premedytacją, a następnego dnia policja zajęła w domu Cintuli w jego obecności jego komputer i różne dokumenty. 18 maja Specjalny Sąd Karny w Pezinoku zdecydował o tymczasowym aresztowaniu Cintuli.

## Reakcje

### Krajowe
Prezydent Słowacji Zuzana Čaputová stwierdziła, że „potępia atak z całą stanowczością”. Prezydent elekt kraju Peter Pellegrini nazwał zamach „bezprecedensowym zagrożeniem dla słowackiej demokracji”. Lider Słowackiej Partii Narodowej Andrej Danko obwinił za atak opozycję i stwierdził, że kraj zmierza do „wojny politycznej”. 16 maja odbyło się posiedzenie Rady Bezpieczeństwa Słowacji w związku z zaistniałą sytuacją. Z powodu postrzelenia partia Wolność i Solidarność odwołała protesty, które miały się odbyć przeciwko decyzjom rządu Ficy w sprawie likwidacji słowackiego publicznego nadawcy RTVS.

### Międzynarodowe
Międzynarodowe potępienie ataku wyrazili: premier Czech Petr Fiala, premier Estonii Kaja Kallas, premier Finlandii Petteri Orpo, premier Hiszpanii Pedro Sánchez, premier Holandii Mark Rutte, kanclerz Niemiec Olaf Scholz, przedstawiciele władz Polski: prezydent Andrzej Duda, premier Donald Tusk i minister spraw zagranicznych Radosław Sikorski, premier Wielkiej Brytanii Rishi Sunak, premier Węgier Viktor Orbán, prezydent Stanów Zjednoczonych Joe Biden oraz prezydent Ukrainy Wołodymyr Zełenski.